# Timpone della Motta
Il Timpone della Motta è un sito archeologico situato sulla collina omonima, a due chilometri a sud-ovest di Francavilla Marittima in Calabria. È indicato anche come Timpone Motta – Macchiabate, Parco archeologico didattico di Francavilla Marittima e Parco archeologico Timpone Motta e Antiquarium. Abitato fin dalla media età del bronzo, nell'età del ferro il colle fu sede di un insediamento enotrico. Nel corso del tempo l'insediamento si trasformò in un importante santuario, noto come sede dei primi templi greci antichi conosciuti nella penisola italiana. Gli Enotri furono influenzati dalla cultura dei coloni greci della vicina Sibari, che ne rilevò il sito nella seconda metà del VII secolo a.C. La collina fu abbandonata quando i Bruzi conquistarono la regione nel IV secolo a.C.
I repenti scavati in questo sito sono in larga parte nel Museo archeologico nazionale della Sibaritide, compresi quelli legati a scavi clandestini e rimpatriati dal Getty Museum, dalla Ny Carlsberg Glyptotek e dall'Università di Berna. 

## Posizione
La collina ha un'altitudine di 280 metri sul livello del mare e domina la piana costiera di Sibari e il Golfo di Taranto. Si trova sulla sponda settentrionale del fiume stagionale Raganello. Vicino alla sommità della collina si trova l'acropoli, che era la sede di un santuario con tre templi. L'acropoli era circondata da una cinta muraria. Più a valle si trovano diversi terrazzamenti con testimonianze di insediamenti e ai piedi della collina si trova la necropoli di Macchiabate. L'antica città greca di Sibari era situata ad una distanza di 15 chilometri a sud-est.

## Resti archeologici
Sul Timpone della Motta sono stati rinvenuti due tipi di reperti archeologici: un santuario sulla sommità del colle e resti di insediamento sui terrazzi inferiori.

### Santuario
Il santuario si trova sulla sommità pianeggiante del colle, sull'acropoli. L'edificio più antico qui è una capanna a forma di ferro di cavallo dell'età del bronzo medio, in cui non sono state trovate tracce di un luogo di culto. Nello stesso posto c'è un edificio absidale risalente all'VIII secolo a.C. Qui sono stati rinvenuti i resti di un grande telaio, costituito da una fila di pesi decorati da tessitura; insieme ai pesi di telai più piccoli e più di 300 bobine di filatura testimoniano un'intensa produzione tessile. Nel piazzale antistante l'edificio sono stati scoperti i resti di un altare. Le sue ceneri, originariamente ammucchiate contro il muro sud dell'edificio, contenevano ossa di animali incombuste e frammenti di ceramica. L'analisi di questo asse non ha evidenziato resti vegetali, rafforzando il sospetto che l'edificio svolgesse una funzione cultuale.
Dopo questa fase furono costruiti tre templi sul Timpone della Motta, quello più meridionale sopra l'edificio absidale; questi templi attestano influenze sia greche che indigene (720-650 a.C.). Anche questi edifici, costruiti con file di grossi pali posti in fori scavati nella roccia, furono sostituiti da quattro templi con fondamenta in pietra (650-610 a.C.).
La fase successiva non è ancora chiara: uno spesso strato di ghiaia sopra il tempio più meridionale fu probabilmente utilizzato come palcoscenico per un nuovo edificio, ma di questo non sono stati trovati resti. Un nuovo altare è stato ritrovato durante gli scavi del 2008, forse ad indicare che nel VI secolo a.C. si trovasse davvero un tempio.
Nel santuario è stata trovata un'iscrizione in cui un atleta dedica parte del suo premio alla dea Atena. Ciò porta a pensare che il santuario sul Timpone della Motta fosse dedicato a questa dea.

### Tracce di insediamenti
Il versante della collina contiene zone pianeggianti, i cosiddetti altipiani, nelle quali sono state rinvenute tracce di abitato. Sul plateau I la ricerca è stata effettuata con trincee e fosse di prova, che hanno dimostrato come l'abitazione sia esistita su quell'altopiano fin dalla media età del bronzo. Questa abitazione è presente anche nel periodo arcaico.